# いつかの、玄関たちと、
『いつかの、玄関たちと、』（いつかの げんかんたちと）は2014年10月18日に公開された日本の映画。主演はNMB48の藤江れいな。
同作品のスピンオフ短編映画『ワールドオブザ体育館』が本映画に先駆けて、2014年6月にWEBで公開された。主人公のあやめの卒業式前日の朝にスポットが当てられている。

## ストーリー
神奈川県の山間部である下村は、交通の便が悪い小さな町。そこに住む大塚あやめは、ひょうきん者の父の毅と母の桐子のもと愛情を受けて育ってきたが、高校を卒業したら若者のいないこの町を離れ、東京の専門学校への進学を考えていた。
ある日、あやめの姉すみれとその娘の茉祐子が大塚家に帰ってくる。18年前に家を出たすみれの存在を知らなかったあやめはその状況を受け止めきれずにいた。
なぜすみれは家を出て断絶状態だったのか? その過去を知ったあやめは…。

## キャスト
大塚家
- 大塚あやめ（下村に住む18歳の高校生） - 藤江れいな（NMB48）
- 大塚毅（あやめとすみれの父） - 木下ほうか
- 大塚桐子（あやめとすみれの母） - 山村美智

久保田家
- 久保田すみれ（あやめの姉） - 橘麦
- 久保田誠二（すみれの夫） - 五十嵐康陽
- 久保田茉祐子（あやめの娘、すみれと同い年の姪） - 勝尾麻結奈

- 一恵（コミュニティスペース"やまじゅく"の塾長の妻） - 松原智恵子
- 自動車工場の社長（誠二の勤める工場の社長） - 阿藤快
- 英語の先生（北足柄高校の英語教師） - 森田哲矢（さらば青春の光）
- 颯太（下村にある電気屋さん） - 松尾貴史
- 住山 - 円城寺あや